# 三田純市
三田 純市（みた じゅんいち、1923年12月22日 - 1994年9月1日）は、日本の落語作家・研究者、演芸作家、脚本家、随筆家。
本名は野村全作（旧姓：三田）。俳号は「道頓」。三田純一と名乗っていた時期もある。

## 来歴
大阪府大阪市南区、道頓堀の芝居茶屋「稲照」の長男に生まれる。1946年、慶應義塾大学経済学部卒業。朝日新聞社販売部に勤務、1951年に退社。松竹新喜劇の曾我廼家十吾、2代目渋谷天外に師事し喜劇の台本を手がけるようになる。
1967年から1982年には東京に在住し、1969年には東京やなぎ句会の創設に参加。

## 主な受賞
- 1976年 - 『道頓堀』にて芸術選奨新人賞
- 1988年 -大阪市民文化功労表彰
- 1994年 - 『昭和上方笑芸史』にて芸術選奨文部大臣賞

## 主な作品
- まめだ（豆狸） ※1966年に3代目桂米朝に書き下ろした作品
- とげぬき地蔵

## 著書
- 『上方芸能 《観る側》の履歴書』三田純一著（三一新書）（三一書房）1971
- 『道頓堀 川・橋・芝居』三田純一 著 白川書院 1975
- 『遥かなり道頓堀』三田純一 著 九芸出版 1978
- 『道頓堀物語 小説上方芸人譜』三田純市 著 光風社書店 1978
- 『とったらもぎどり』清文堂出版 1986
- 『大阪弁のある風景』東方出版 1987
- 『おおさかののろけ』駸々堂出版 1987
- 『笑福亭松鶴』駸々堂出版 1987
- 『御堂筋ものがたり』東方出版 1991
- 『上方喜劇 鶴家団十郎から藤山寛美まで』白水社 1993
- 『昭和上方笑芸史』学芸書林 1994
- 『大阪弁のある風景 続』東方出版 1995

### 共著編
- 『古典落語大系』全8巻　江國滋,永井啓夫,矢野誠一共編  三一書房、1969　のち三一新書　のち静山社文庫
- 『上方落語』（筑摩書房 佐竹昭広と共著） 筑摩書房 (1969-70
- 『落語名人大全』榎本滋民共編 講談社(スーパー文庫)1995